# Lactobacillus leichmannii
Lactobacillus leichmannii è una specie di batterio appartenente alla famiglia delle Lactobacillaceae.